# باغبانلار
باغبانلار (به ترکی آذربایجانی: Bagbanlar) یکی از روستاهای جمهوری آذربایجان است که از توابع شهر گنجه است.